# McKeeva Bush
William McKeeva Bush, né le 20 janvier 1955 à West Bay, est un homme politique des îles Caïmans, chef du gouvernement de novembre 2001 à mai 2005 et de mai 2009 à décembre 2012.

## Biographie
William McKeeva Bush est né à West Bay de père inconnu dans un foyer pauvre. Il fréquente plusieurs écoles de son île avant d'abandonner les études, il fréquente aussi un groupe de jeunes chrétiens qui lui permettent d'acquérir la confiance pour parler en public. C'est durant cette période qu'il rencontre sa femme Kerry Parsons. Après avoir exercé plusieurs activités, il crée sa propre société de gestion immobilière dans le milieu des années 70. Il développe sa société pour en faire aussi une agence immobilière et s'enrichit ainsi.
En 1984, Bush est élu représentant du district de West Bay à l'Assemblée législative des îles Caïmans et a toujours été réélu depuis. Il participe à plusieurs gouvernements comme ministre de la Santé et des Services sociaux dans le gouvernement de Thomas Jefferson de 1992 à 1994, ministre du Développement communautaire, des Sports, des Droits des femmes et de la jeunesse, et de la Culture dans le gouvernement de Truman Bodden de 1994 à 1997.
En 1997, il est accusé d'avoir participé aux activités illégales de la Gulf Union Bank en tant que membre de son conseil d'administration. bien que ces allégations n'aient jamais été prouvées, il doit démissionner de son poste au gouvernement. Il devient alors un opposant résolu à la politique de Truman Bodden et parvient à imposer sa présence dans le premier gouvernement de Kurt Tibbetts, successeur de Bodden, en étant réélu lors des législatives de 2000. Il s’occupe alors des portefeuilles du Tourisme, de l'Environnement et des Transports.
En novembre 2001, il est l'un des membres fondateurs du Parti démocratique uni (UDP) et après avoir fait passer une motion de défiance contre Kurt Tibbetts devient le Chef du gouvernement du territoire, poste qu'il conserve jusqu'en mai 2005, en cumulant avec ses portefeuilles antérieurs. En 2004, il se fait remarquer en accordant à environ trois mille résidents venant d'autres États du Commonwealth le statut de citoyen des Îles Caïmans, mais son gouvernement se montre aussi incapable de résoudre les difficultés causées par le passage de l'ouragan Ivan.
Aux élections de mai 2005, l'UDP ne remporte que 5 sièges et Kurt Tibbetts remplace Bush à la tête du gouvernement. Bush devient alors chef de l'opposition. Le 20 mai 2009, l'UDP remporte les élections et Bush remplace Tibbetts. Le 6 novembre suivant, une nouvelle constitution est adoptée et McKeeva Bush prend le titre de Premier qui remplace celui de chef du gouvernement. Il obtient aussi un prêt du Gouvernement Brown pour améliorer la solidité de son budget. De nombreux soupçons de malversations cernent cependant l'entourage de Bush, provocant le lancement d'enquêtes de la part du gouverneur des îles Caïmans, Duncan Taylor. En 2012, le Gouvernement Cameron demande des réformes dans le système fiscal caïmanien en échange du versement d'une aide indispensable pour achever le payement d'infrastructure. Le 18 décembre 2012, l'Assemblée adopte une motion de censure contre son gouvernement. Le lendemain, le gouverneur Duncan Taylor nomme Juliana O'Connor-Connolly comme nouveau Premier.
En 2014, Bush est lavé des accusations de corruption le concernant. En 2015, il est de nouveau élu comme chef de l'opposition face au gouvernement d'Alden McLaughlin.
Suite aux élections législatives de mai 2017, il devient président de l'assemblée sous le gouvernement du dirigeant du Mouvement progressiste du peuple (PPM), Alden McLaughlin. Courant janvier 2021, McLaughlin avance d'un mois les élections initialement prévues pour le 26 mai en réponse aux appels de l'opposition à démettre McKeeva Bush de son poste de président de l'assemblée. Chef de file du CDP, ce dernier vient alors d'être condamné en décembre pour trois charges d'agressions à un total de six mois de prison avec sursis et près de 5 000 dollars d'amendes et d'indemnisation pour sa victime, une barwoman qu'il avait saisie par les cheveux avant de la frapper à plusieurs reprises au visage lors d'une altercation dans son bar. La violence de l'agression provoque un tollé et conduit l'opposition à annoncer son intention de déposer une motion de censure à l'encontre de Bush,.
Voyant la cohésion de sa coalition mise à mal par cette affaire, McLaughlin procède à une dissolution anticipée, qu'il justifie par la nécessité de maintenir la stabilité du gouvernement, déclarant laisser aux électeurs le soin de renouveler ou non leur confiance envers le président de la chambre dans sa circonscription lors des élections législatives de 2021.